# Бегунец

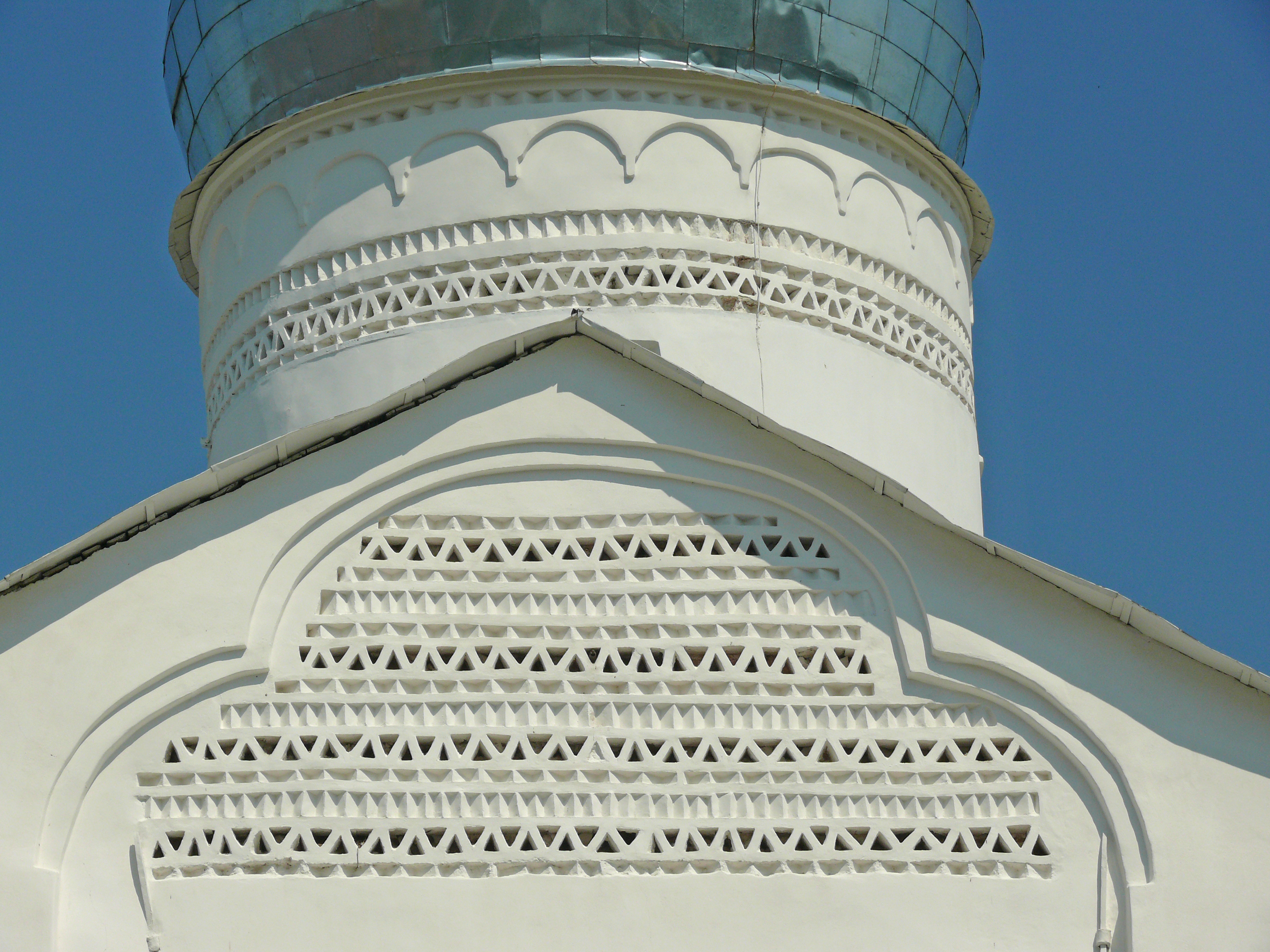
Церковь Дмитрия Солунского в Великом Новгороде. Ряды бегунца и поребрика

Бегуне́ц — вид орнаментальной кирпичной кладки в виде пояса, образующего на поверхности стены ряд треугольных углублений, последовательно обращённых вершинами вверх и вниз. Ряд кирпичей ставится наклонно в виде зигзагообразной линии. Иногда бегунец совпадает с «волчьим зубом». Вместе с поребриком, аркатурным поясом, кокошниками, щипцом, дельтодоном, язычками, бровками, городками, сухариками, жучками, перлами использовался в древнерусской архитектуре.
Бегуне́ц (стар.) — означало отвес или указатель на угломере, квадрант. В Уставе ратных дел (I, 189) описывается такой Б., представлявшийся поперечный брусок, двигавшийся по длинному, разделенному на части четырёхгранному жезлу.